# Verano 70
Verano 70 es una película española del género de comedia, estrenada en 1970 y rodada en 1969, dirigida por Pedro Lazaga a partir de un guion de Pedro Masó y Antonio Vich.
Está protagonizada por Juanjo Menéndez, José Sazatornil, Luis Dávila y Jesús Puente como los maridos y Diana Lorys, Trini Alonso, Mónica Randall y Marisol Ayuso como las esposas, entre otros intérpretes.

## Sinopsis
Ambientada en la famosa localidad turística de Benidorm, relata el veraneo de 1970 de cuatro parejas y sus familias con los preparativos del viaje, las anécdotas que se suceden antes de instalarse en los apartamentos, los días de playa, las noches de cine de verano, etc, así como el regreso de los maridos a Madrid y sus intentos para ligar estando de "rodríguez" en la capital. 

## Reparto completo
- Juanjo Menéndez como Juan
- Diana Lorys como Luisa
- José Sazatornil como Enrique
- Mónica Randall como Merche
- Jesús Puente como Dr. Valverde 'Paco'
- Trini Alonso como Lula
- Luis Dávila como Mario
- Marisol Ayuso como Julia
- Rafaela Aparicio como Madre de Luisa
- Marta Baizán como Cuca
- Manuel de Blas como Patricio
- Carmen Martínez Sierra como Doña Asunción
- Maribel Hidalgo como Josefina
- Maribel Sáez como Chelo
- Iván Almagro como Kiko
- María Álvarez como Luciana
- Victoria Hernández
- Elena Arnao como Lucía
- Ana María Mendoza como Anunciadora Villa Romana
- Erasmo Pascual Jr. como Camarero del tablao
- Salvador Orjas como Empleado
- María del Mar López como Niña
- José Manuel Largacha como Tonio
- Jorge Cavallé como Lolo
- José R. Gutiérrez como Mickey
- María del Mar Gutiérrez como Rocío
- Isabel Jiménez como Lidia
- La Polaca como ella misma, con su conjunto
- Y sin acreditar, según IMDb, aparecen: Miguel Armario como Lorenzo, Geneviève Paris como Karin y Juan Carlos Almagro como Javi.

## Localizaciones
Está rodada durante 1969 en Madrid y en Benidorm.